# Kistorgel

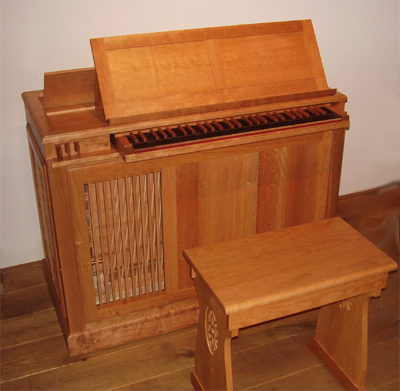
Een kistorgel.

Een kistorgel of positief is een klein pijporgel dat de vorm heeft van een kist. Het voordeel van een kistorgel is dat het relatief gemakkelijk te transporteren is (hoewel groter dan een portatief) en daardoor bijvoorbeeld in een orkestopstelling te plaatsen valt. Dan heeft de organist optimaal contact met dirigent en andere musici, anders dan wanneer de organist ver weg op een balkon aan de andere kant van de kerk zit. 
In de 20ste en 21ste eeuw wordt het kistorgel bij de meeste concertante uitvoeringen gebruikt als begeleidend basinstrument in het barokke continuospel, en dan met name bij kerkelijke muziek, bijvoorbeeld in de passies, missen en cantates van Johann Sebastian Bach.  Historisch werd de continuo echter op het groot orgel gespeeld.